# چسیس
چسیس (به لیوونیایی: Venden) یک شهرک در لتونی با جمعیت ۱۸٬۰۶۵ نفر است که در Cēsis municipality واقع شده‌است.